# Теща

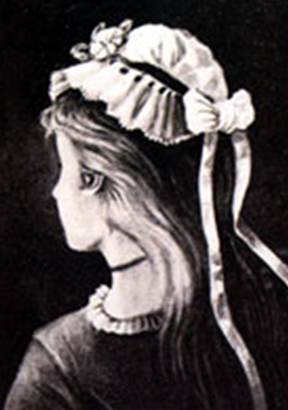
«Моя дружина і моя теща». Відома картина-двійник, на якій можна побачити як молоду жінку так і стару бабусю

Те́ща — мати дружини стосовно до чоловіка своєї дочки, дружина тестя.

## Етимологія
Українське «теща» походить від прасл. *tьsti̯a, утвореного від *tьstъ (перехід *-sti̯- у «щ» пов'язаний з явищем йотації). У деяких західнослов'янських мовах похідними від нього зовуть не тільки тещу, але й свекруху — мати чоловіка (пол. teściowa, чеськ. tchyně, але словац. svokra — цей термін вживають і щодо матері дружини).

## В українській культурі
В українському суспільстві теща часто виступає негативним персонажем, хоча такою ситуація була не завжди. Так, в поемі Івана Котляревського «Енеїда» в переліку «злих» родичів теща не згадується. Більшість злих родичів у ній подано з точки зору невістки. В староствітській патріархальній родині жінка йшла в сім'ю чоловіка і родичі з боку жінки не втручались у сімейне життя подружжя. У давніх народних піснях теща ніколи не фігурує в негативному плані. До неї звертається у своїх піснях з плачами безправна у родині чоловіка дружина. «Зла теща» з'являється тільки із занепадом патріархального укладу як реакція на емансипацію жінок у родині та громадському житті. Згідно з традиціями патріархального суспільства після одруження молода переселялася в дім чоловіка (за винятком рідкісних випадків, коли чоловіка брали в родину дружини приймаком), тому раніше скоріше жінка стражлала від батьків чоловіка (якщо не складались стосунки), а чоловік з тещею контактував відносно мало.
«Тещині вечірки» — п'ятниця Масляного тижня, отримала свою назву за звичай зятів навіщати в цей день тещ.